# Intercos
Intercos S.p.A. è una azienda italiana che opera nel settore della cosmetica, producendo prodotti di make up (polveri, creme ecc.) conto terzi. È considerata leader del mercato a livello mondiale.

## Storia
La società viene fondata nel 1972 da Dario Ferrari come Intercos B.B.C. S.r.l., dando il via alla produzione di cosmetici per conto di terzi, conoscendo la sua fase di sviluppo negli anni ottanta e anni novanta, entrando anche nella gestione dei processi dalla catena di distribuzione dei prodotti. Nel 1991 dà vita ad Interfila S.r.l., joint venture con Fabbrica Italiana Lapis ed Affini per la produzione di matite cosmetiche. Nel 2003 il fondo Equinox entra nella società con l'acquisizione del 40% del capitale sociale. Nel 2007 tale partecipazione sarà ceduta ad Euraleo. Nel 2014 subentra il Fondo Catterton.

## Prodotti
Rossetti, ombretti, mascara, fondotinta, ciprie, matite per occhi e per labbra. Seicento milioni di pezzi prodotti ogni anno destinati a Stati Uniti (53% delle vendite) e Francia (19%) - Dati 2005 ed un fatturato di 208 milioni di euro nel 2006.